# 奥泽尼亚
奥泽尼亚（義大利語：Ozegna），是意大利都灵省的一个市镇。总面积5平方公里，人口1248人，人口密度249.6人/平方公里（2009年）。ISTAT代码为001176。